# Cephalotes pinelii
Cephalotes pinelii é uma espécie de inseto do gênero Cephalotes, pertencente à família Formicidae.